# Đại học Yên Kinh

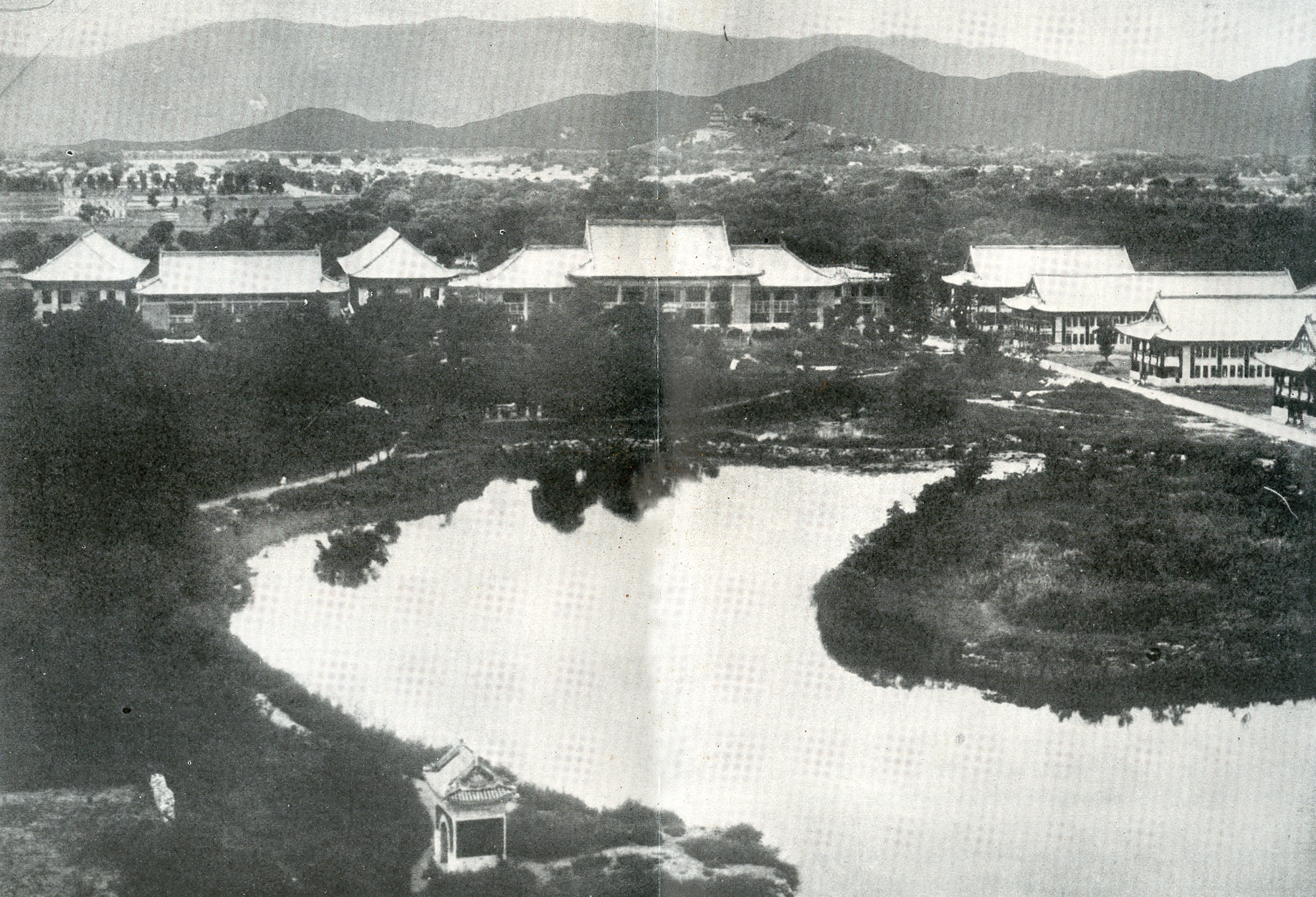
Khuôn viên của Đại học Yên Kinh

Đại học Yên Kinh (tiếng Trung: 燕京大學; bính âm: Yānjīng Dàxué; tiếng Anh: Yenching University), nguyên là một viện đại học ở Bắc Kinh, Trung Quốc, hình thành do sự sáp nhập của bốn trường cao đẳng Thiên chúa giáo trong những năm 1915 tới 1920. "Yên Kinh" trong tên của trường bắt nguồn từ một cách gọi khác của Bắc Kinh bởi khi xưa, thành phố này là kinh đô của Yên Quốc, một trong bảy nước thời Chiến Quốc, tồn tại đến thế kỷ III trước Công nguyên.

## Lịch sử
Đại học Yên Kinh thành lập trên cơ sở sáp nhập bốn trường học Thiên chúa giáo kể từ niên khóa 1915-1920:
- Đại học Hối Văn (tiếng Trung: 滙文大學; bính âm: Huìwén Dàxué), cũng được biết đến với tên gọi Đại học Bắc Kinh Giám Lý do Giáo hội Tân giáo Giám Lý thành lập năm 1890. Không nên nhầm lẫn với Đại học Quốc gia Bắc Kinh thành lập năm 1898, 8 năm sau đó. Tiền thân của trường là Sùng Nội Hoài Lý thư viện (崇內懷理書院), thành lập năm 1870. Hiram Harrison Lowry là hiệu trưởng nhà trường.
- Đại học Hiệp hòa Thông Châu tại Thông Châu (tiếng Trung: 通州協和大學; bính âm: Tōngzhōu Xiéhé Dàxué). Tiền thân của trường là Công lý hội Lộ Hà thư viện (公理會潞河書院) do giáo hội Congregational Church thành lập. Devello Z. Sheffield là hiệu trưởng nhà trường.
- Đại học Nữ lưu Hiệp hòa Hoa Bắc (tiếng Trung: 華北協和女子大學; bính âm: Huáběi Xiéhé Nǚzǐ Dàxué). Tiền thân là Nữ thục Bridgman (tiếng Trung: 貝滿女塾; bính âm: Bèimǎn Nǚ Shú), do Eliza J. Bridgman thành lập năm 1864. Năm 1907, trường được đổi tên thành Đại học Nữ lưu Hiệp hòa Hoa Bắc, Luella Miner là hiệu trưởng đầu tiên, sáp nhập vào Đại học Yên Kinh năm 1920.
- Trường Thần học hình thành do hợp nhất của chủng viện thần học của Liên hiệp giáo dục Hoa Bắc và hai trường thần học Giám Lý khác ở Bắc Kinh.

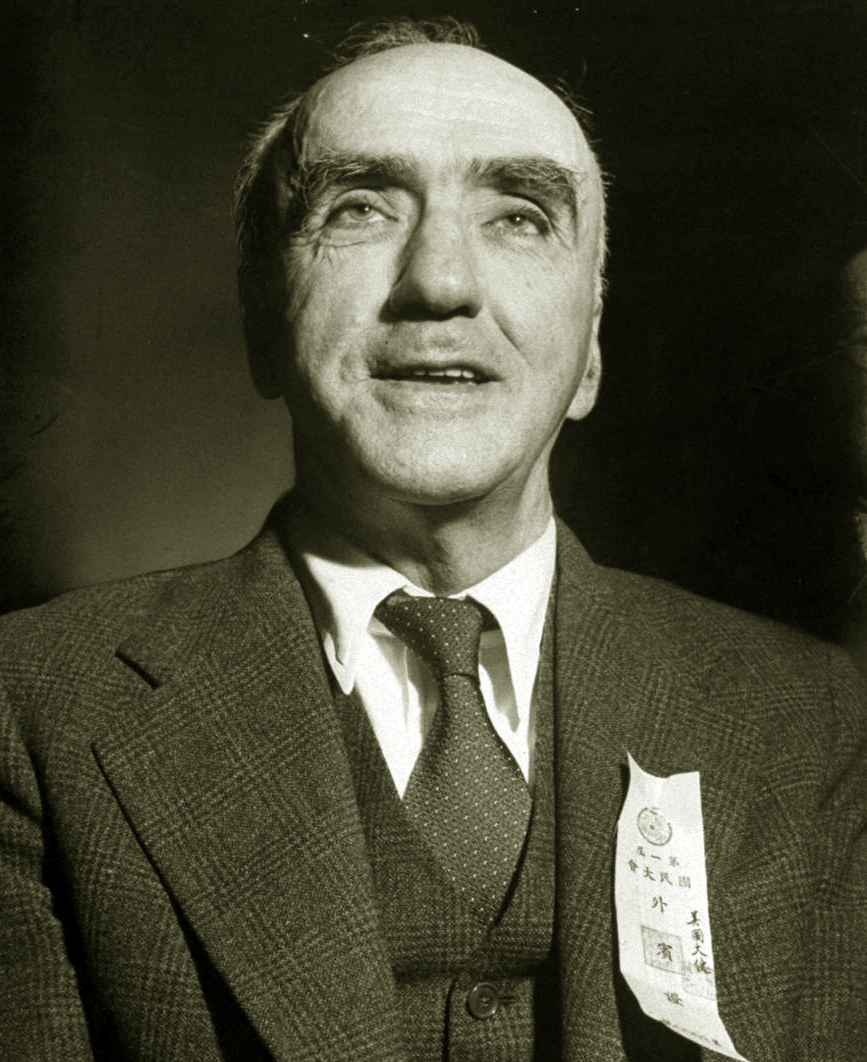
John Leighton, hiệu trưởng đầu tiên của Đại học Yên Kinh

John Leighton Stuart được chỉ định làm hiệu trưởng trường vào tháng 1 năm 1919 khi ông phụ trách bộ môn tiếng Hy Lạp tại Viện thần học Kim Lăng (金陵神學院), một chủng viện tại Nam Kinh. Thiếu hụt tài chính ở giai đoạn khởi đầu, ông kêu gọi gây quỹ trên toàn cầu và đã nhận được sự hỗ trợ từ nhà tài phiệt Charles Martin Hall, giám độc tập đoàn Mỹ Alcoa Aluminum. Nhà trường đã mua lại vườn thượng uyển của một hoàng tử Nhà Thanh để xây một khuôn viên tráng lệ và tuyển dụng thợ làm vườn từ hoàng cung. Năm 1926, việc xây dựng hoàn thành. Các trường Thần học, Luật và Y là những trường chính của viện đại học, bên cạnh đó còn có Khoa Nghệ thuật và Khoa học.
Stuart quyết định tạo dựng một viện đại học để phục vụ cho nền giáo dục Trung Hoa. Ông đã kêu gọi được các học giả lớn Trung Hoa và Tây phương cộng tác. Tuy Stuart hỗ trợ to lớn cho Trường Thần học, trường không cấp bằng về tôn giáo. Hồng Nghiệp là một trong những giáo sư ban đầu của trường, sau này ông trở thành Trưởng khoa Lịch sử. Năm 1928 Viện Harvard-Yên Kinh, được Đại học Yên Kinh và Đại học Harvard đồng sáng lập để truyền dạy các môn khoa học xã hội và nhân văn khu vực Đông Á. Dưới sự lãnh đạo của Giáo sư Hồng, uy tín của nhà trường trong nghiên cứu về Trung Hoa học được nâng cao đáng kể, đặc biệt với sự ra đời của ấn bản Harvard-Yenching Sinological Index Series. Đến năm 1930, đây là một trong những trường đại học nổi bật nhất Trung Quốc, tự do học thuật được xem là điểm nhấn trong phương pháp sư phạm của nhà trường.
Trong giai đoạn Chiến tranh Trung-Nhật, khuôn viên trường bị Nhật chiếm đóng, Đại học Yên Kinh phải dời về Thành Đô, Tứ Xuyên. Sau khi chính thể Cộng hòa Nhân dân Trung Hoa thiết lập năm 1949, Đại học Yên Kinh vẫn tiếp tục duy trì, chịu sự kiểm soát của Đảng Cộng sản Trung Quốc. Năm 1952, sau khi Trung Quốc tham gia Chiến tranh Triều Tiên, khoa nghệ thuật và khoa học của trường được chuyển qua Đại học Bắc Kinh còn các khoa, viện khác như khoa chính trị và luật được chuyển đến Đại học Khoa học Chính trị và Luật Trung Quốc, khoa kinh tế được chuyển đến Đại học Tài chính và Kinh tế Trung Ương, khoa xã hội học được chuyển về Đại học Dân tộc Trung Ương, các khoa còn lại được chuyển đến các trường khác. Cũng trong giai đoạn đó, bộ môn kỹ thuật được sáp nhập vào Đại học Thanh Hoa. Khuôn viên cũ của Đại học Yên Kinh được Đại học Bắc Kinh sử dụng. Năm 1952 Đại học Bắc Kinh dời từ trung tâm Bắc Kinh về khuôn viên Đại học Yên Kinh ở Hải Điến.

## Giáo sư
Một số giáo sư giảng dạy tại trường Đại học Yên Kinh:
- Trương Đông Tôn (張東蓀) (Triết học)
- Tiêu Công Quyền (蕭公權) (Khoa học chính trị)
- John Stuart Burgess (Xã hội học)
- Kenneth K.S. Chen (Lịch sử Phật giáo)
- Ngô Văn Tảo (吳文藻) (Xã hội học)
- Triệu Tử Thần (趙紫宸) (Thần học)
- Hồng Nghiệp (洪業) (Trung Hoa học)
- Lục Chí Vy (陸志韋) (Thần học)
- Ngô Lôi Xuyên (吳雷川) (Thần học)
- Tiền Mặc (錢穆) (Lịch sử)
- Edgar Snow (Báo chí)
- Louis Rhys Oxley Bevan (Luật học)

## Cựu sinh viên
Cựu sinh viên tiêu biểu gồm có: 
- Phí Hiếu Thông (費孝通) (nhà nhân loại học)
- Hàn Tố Âm (韓素音) (nhà văn)
- Dương Khánh Khôn (楊慶堃) (nhà nhân loại học)
- Băng Tâm (冰心) (nhà văn)
- Đặng Tự Vũ (鄧嗣禹) (sử gia)
- Cung Bành (龚澎) (nhà ngoại giao)
- Hoàng Hoa (nhà ngoại giao)
- Thẩm Kiếm Hồng (沈劍虹) (nhà ngoại giao)
- Kim Vô Đãi (金無怠) (điệp viên nhị trùng)[4]